# Municipio E
Das Municipio E ist eine Verwaltungseinheit innerhalb der uruguayischen Hauptstadt Montevideo.

## Lage und Zusammensetzung
Das Municipio E erstreckt sich auf den südöstlichen Teil des Departamentos Montevideo. Es besteht aus den Barrios Unión, Malvín Norte, Malvín Nuevo, Las Canteras, Carrasco Norte, Carrasco, Punta Gorda, Malvín, Buceo und La Blanqueada.

## Verwaltung
Alcalde des Municipios E ist im Jahr 2014 Susana Camarán.